# Windheim (Steinbach am Wald)
Windheim (regional Winda) ist ein Gemeindeteil von Steinbach am Wald im oberfränkischen Landkreis Kronach in Bayern.

## Geographie
Das Pfarrdorf Windheim liegt auf einer Hochfläche des Frankenwaldes südwestlich des Gemeindehauptortes Steinbach am Wald. Der Ort ist eingesenkt im Tal von Kummbach und Ölschnitz, die von Nord nach Süd verlaufen und sich im Ort zur Ölschnitz vereinigen, einem rechten Nebenfluss der Haßlach. Den nördlichsten Punkt des Dorfes bildete historisch eine Schneidmühle und den südlichsten eine Mahlmühle. Die den Ort umgebende Kulturlandschaft wird in ihrem historischen Erhaltungszustand und Biotopwert als einmalig und herausragend bewertet.:S. 25 Das Landschaftsbild prägen Gelängeflure, die sich von den Hofstellen durch das offene Land bis in die anschließenden Wälder ziehen und durch trennende Böschungen, Feldraine und Hecken im Landschaftsbild deutlich erkennbar sind.:S. 28 Circa 2 Kilometer nördlich von Windheim liegt der Ölschnitzsee, ein zwischen 1984 und 1986 errichteter Stausee, der touristisch genutzt wird.
Die Kreisstraße KC 18 führt nach Hirschfeld (1,7 km südlich) bzw. zur Staatsstraße 2209 (2,7 km nördlich). Die Kreisstraße KC 35 führt nach Steinbach am Wald zur Bundesstraße 85 (1,7 km östlich) bzw. nach Buchbach (3,2 km westlich). Eine Gemeindeverbindungsstraße führt nach Kehlbach zur Kreisstraße KC 19 (2,2 km nordwestlich).

## Geschichte
Im Jahr 1132 wurde das Kloster Langheim vom Bamberger Bischof Otto I. zur Missionierung berufen.:S. 10 Windheim wurde im Rahmen einer Rodungswelle auf den Hochflächen des Frankenwaldes, die von Ende des 12. Jahrhunderts bis Anfang des 13. Jahrhunderts dauerte, angelegt. Im Jahr 1187 wurde der Ort erstmals urkundlich erwähnt, als der Bamberger Bischof Ottos II. den „Wald von Winthagin“ dem Kloster Langheim schenkte.
Der Name bezeichnet einen mit Hecken bzw. Dorngesträuch, zumeist Heckenrosen, eingefriedeten Ort. Nachdem das Kloster in wirtschaftliche Schwierigkeiten geraten war, verkaufte es 1388 seine Besitzungen im Frankenwald an das Hochstift Bamberg.
Gegen Ende des 18. Jahrhunderts gab es in Windheim 60 Anwesen (5 Güter, 3 Zweidrittelgüter, 3 Halbgüter, 14 Drittelgüter, 5 Sechstelgüter, 23 Tropfhäuser, 6 Häuser, 1 Mahlmühle). Das Hochgericht übte das bambergische Centamt Teuschnitz aus. Die Dorf- und Gemeindeherrschaft sowie die Grundherrschaft über alle Anwesen hatte das Kastenamt Teuschnitz. Neben den Anwesen gab es 1 Pfarrkirche, 1 Pfarrhof, 1 Gemeindehirtenhaus- und bräuhaus, außerdem noch 4 Drittelgüter, die unbewohnt waren.
Infolge der Säkularisation kam der Ort 1803 zu Bayern. Mit dem Ersten Gemeindeedikt wurde 1808 der Steuerdistrikt Windheim gebildet, zu dem Kohlmühle, Steinbach am Wald und Steinbachermühle gehörten. Mit dem Zweiten Gemeindeedikt (1818) entstand die Ruralgemeinde Windheim. Sie war in Verwaltung und Gerichtsbarkeit dem Landgericht Teuschnitz zugeordnet und in der Finanzverwaltung dem Rentamt Rothenkirchen (1919 in Finanzamt Rothenkirchen umbenannt). 1837 wurde Windheim an das Landgericht Ludwigsstadt überwiesen. Von 1862 bis 1880 und von 1888 bis 1931 gehörte Windheim zum Bezirksamt Teuschnitz, von 1880 bis 1888 und ab 1931 zum Bezirksamt Kronach (1939 in Landkreis Kronach umbenannt). Die Gerichtsbarkeit blieb beim Landgericht Ludwigsstadt (1879 in das Amtsgericht Ludwigsstadt umgewandelt, das 1956 zu einer Zweigstelle des Amtsgerichts Kronach wurde). Die Finanzverwaltung wurde 1929 vom Finanzamt Kronach übernommen. Die Gemeinde hatte eine Fläche von 7,530 km².
Im Ersten Weltkrieg starben 24 Männer aus Windheim. Im Zweiten Weltkrieg fielen von dort 49 Soldaten oder wurden vermisst.:S. 89 f. Nach Gründung der Elektrizitätsgenossenschaft Rennsteig, mit Sitz in Steinbach am Wald, zusammen mit den Nachbargemeinden erfolgte 1922 der Anschluss an das Stromnetz.:S. 53 Den Strom lieferte die Überlandzentrale der Firma Franz Itting aus Probstzella. 
Am 1. Mai 1978 wurde Windheim nach Steinbach am Wald eingemeindet.

### Baudenkmal
- Hauptstraße 13: Ehemaliges Pfarrhaus
- Kirchgasse 6: Katholische Pfarrkirche St. Nikolaus
- Kreuzschlepper
- Wegkapelle

### Einwohnerentwicklung
| Jahr | Einwohner | Häuser | Quelle |
| ---- | --------- | ------ | ------ |
| 1818 | 436       | 60     | [ 9 ]  |
| 1840 | 437       |        | [ 12 ] |
| 1852 | 437       |        | [ 12 ] |
| 1855 | 445       |        | [ 12 ] |
| 1861 | 468       |        | [ 13 ] |
| 1867 | 510       |        | [ 14 ] |
| 1871 | 494       | 78     | [ 15 ] |
| 1875 | 522       |        | [ 16 ] |
| 1880 | 550       |        | [ 17 ] |
| 1885 | 521       | 94     | [ 18 ] |
| 1890 | 484       | 80     | [ 19 ] |
| 1895 | 505       |        | [ 12 ] |
| 1900 | 517       | 79     | [ 20 ] |

| Jahr | Einwohner | Häuser | Quelle |
| ---- | --------- | ------ | ------ |
| 1905 | 491       |        | [ 12 ] |
| 1910 | 497       |        | [ 21 ] |
| 1919 | 555       |        | [ 12 ] |
| 1925 | 635       | 88     | [ 22 ] |
| 1933 | 604       |        | [ 23 ] |
| 1939 | 746       |        | [ 23 ] |
| 1946 | 821       |        | [ 23 ] |
| 1950 | 832       | 118    | [ 24 ] |
| 1952 | 814       |        | [ 23 ] |
| 1961 | 812       | 144    | [ 10 ] |
| 1970 | 901       |        | [ 25 ] |
| 1987 | 957       | 247    | [ 26 ] |
| 2017 | 896       |        | [ 1 ]  |

### Wappen
Blasonierung: „Gespalten von Silber und Blau; vorne ein grüner Hagebuttenzweig mit zwei roten Früchten und roten Dornen, hinten unter drei, eins zu zwei gestellten goldenen Kugeln ein goldener Kelch.“ Der Heckenrosenzweig bezieht sich auf den Ortsnamen. Die Kugeln als Attribut des Heiligen Nikolaus weisen auf den Kirchenpatron, der goldene Kelch, symbolisiert die einstmalige Zugehörigkeit zum Kloster Langheim.

## Religion
Philipp von Henneberg machte Windheim am 3. April 1478 zum Sitz einer Pfarrei, die neben Windheim die Orte Buchbach, Hirschfeld und Steinbach umfasste. Die katholische Kirche St. Nikolaus wurde im Spätmittelalter errichtet. Das Chorgewölbe wird auf 1611 bis 1613 datiert. Der Kirchturm stammt aus dem Jahr 1705. Die Einwohner des Ortes waren bis zur ersten Hälfte des 20. Jahrhunderts fast ausschließlich katholisch.

## Bildung
In Windheim befindet sich eine Grund- und Mittelschule, eine offene Ganztagesschule mit Mittlere-Reife-Zug. Im Schuljahr 2016/2017 hatte die Schule 13 Klassen und über 200 Schülerinnen und Schüler. Außerdem befindet sich in dem Ort ein Kindergarten mit angeschlossener Kindertagesstätte mit 35 Regel- und 20 Krippenplätzen.:S. 6

## Vereine
Insgesamt 24 aktive Vereine gibt es in Windheim. Der größte ist der Sportverein TSV Windheim mit 465 Mitgliedern. Die Freiwillige Feuerwehr hat 275, die Sängervereinigung Edelweiß Windheim 225 Mitglieder, davon 28 aktive Sänger. Der Obst- und Gartenbauverein hat 169, der Musikverein Frankenwald 156 und der Fischereiverein Ölschnitz 146 Mitglieder.(Stand: 2017):S. 13

## Persönlichkeiten
- Marianus Vetter (1892–1968), katholischer Geistlicher